# Kurume Best Amenity Cup 2014
Il Kurume Best Amenity Cup 2014 è stato un torneo di tennis facente parte della categoria ITF Women's Circuit nell'ambito dell'ITF Women's Circuit 2014. Il torneo si è giocato a Kurume in Giappone dal 12 al 18 maggio 2014 su campi in erba e aveva un montepremi di $50,000.

## Partecipanti

### Teste di serie
| Nazionalità | Giocatrice      | Ranking* | Testa di serie |
| ----------- | --------------- | -------- | -------------- |
| Giappone    | Eri Hozumi      | 167      | 1              |
| Regno Unito | Naomi Broady    | 194      | 2              |
| Giappone    | Sachie Ishizu   | 202      | 3              |
| Regno Unito | Samantha Murray | 227      | 4              |
| Giappone    | Miharu Imanishi | 229      | 5              |
| Giappone    | Hiroko Kuwata   | 247      | 6              |
| Australia   | Arina Rodionova | 248      | 7              |
| Regno Unito | Tara Moore      | 252      | 8              |

- Ranking al 5 maggio 2014.

### Altre partecipanti
Giocatrici che hanno ricevuto una wild card:
- Miyu Katō
- Yumi Miyazaki
- Yumi Nakano
- Chihiro Nunome

Giocatrici che sono passate dalle qualificazioni:
- Tori Kinard
- Mai Minokoshi
- Chiaki Okadaue
- Tamarine Tanasugarn

## Vincitrici

### Singolare
Wang Qiang ha battuto in finale  Eri Hozumi con il punteggio di 6–3, 6–1

### Doppio
Jarmila Gajdošová /  Arina Rodionova hanno battuto in finale  Junri Namigata /  Akiko Yonemura con il punteggio di 6–4, 6–2